# Свердловина № 1 (Розівка)
Свердловина № 1 — гідрологічна пам'ятка природи місцевого значення в Україні. Розташована на території Ужгородського району Закарпатської області, біля південної околиці села Розівка.
Площа — 3 га. Статус отриманий у 1984 році. Перебуває у віданні: Холмківська сільська рада.
Статус присвоєно для збереження свердловини мінеральної води та прилеглої до неї території. Вода термальна, вуглекисла, хлоридно-натрієва. Загальна мінералізація — 60,3 г/л. Придатна для лікування захворювань нервової системи та опорно-рухового апарату.